# Micropsectra longitarsis
Micropsectra longitarsis är en tvåvingeart som först beskrevs av Zetterstedt 1838.  Micropsectra longitarsis ingår i släktet Micropsectra och familjen fjädermyggor.
Artens utbredningsområde är Sverige. Inga underarter finns listade i Catalogue of Life.